# أولاد عنتر
أولاد عنتر بلدية بدائرة أولاد عنتر ولاية المدية الجزائرية.